# Новокаледонский ворон
Новокаледо́нский во́рон (лат. Corvus moneduloides) — птица рода ворон (Corvus). Ареал вида охватывает Новую Каледонию и близлежащие острова, расположенные в Тихом океане. Вид описан в 1831 году французским натуралистом Рене Примевэром Лессоном.
Клюв, лапы и оперение — чёрные, оперение с розовым, тёмно-синим и зеленоватым отливом. Клюв среднего размера и отличается тем, что нижняя его часть направлена вверх. Птицы живут парами или семьями, но также и стаями до 30 особей. Обитают преимущественно в лесах. Гнездятся на высоких деревьях и обычно откладывают только два яйца в сентябре — ноябре. Наиболее известен благодаря редкой для птиц, находящихся в природных условиях, способности изготавливать инструменты, применяемые для добычи пищи. В связи с развитыми интеллектуальными способностями является предметом многочисленных исследований зоопсихологов и когнитивных этологов.

## Описание
Длина тела такая же, как и у домовой вороны, — около 40 см. Клюв — длиной 42—50 мм, размах крыльев — 241—267 мм, длина хвоста — 170—186 мм, масса тела — 230—330 г. Половой диморфизм выражен слабо; самец несколько крупнее самки. Клюв, лапы и оперение — чёрные, оперение с розовым, тёмно-синим и зеленоватым отливом. Клюв среднего размера и отличается тем, что нижняя его часть направлена вверх, что делает его чем-то похожим на долото. Было высказано предположение, что такая необычная форма клюва морфологически развилась вследствие необходимости орудовать изготавливаемыми инструментами. Наиболее частым криком является хриплое «ваааау», сравнительное мягкое «ва-ва» или «вак-вак». Мелодичный мягкий зов «ва-ва», вероятно, служит сигналом защитного поведения или предупреждением об опасности. Некоторые слышат в их вокализации крики «рак-рак».

## Образ жизни
Вид распространён на территории Новой Каледонии, острова Маре и других близлежащих островов, расположенных в тропической зоне в Тихом океане, примерно в 1200 км восточнее Австралии.

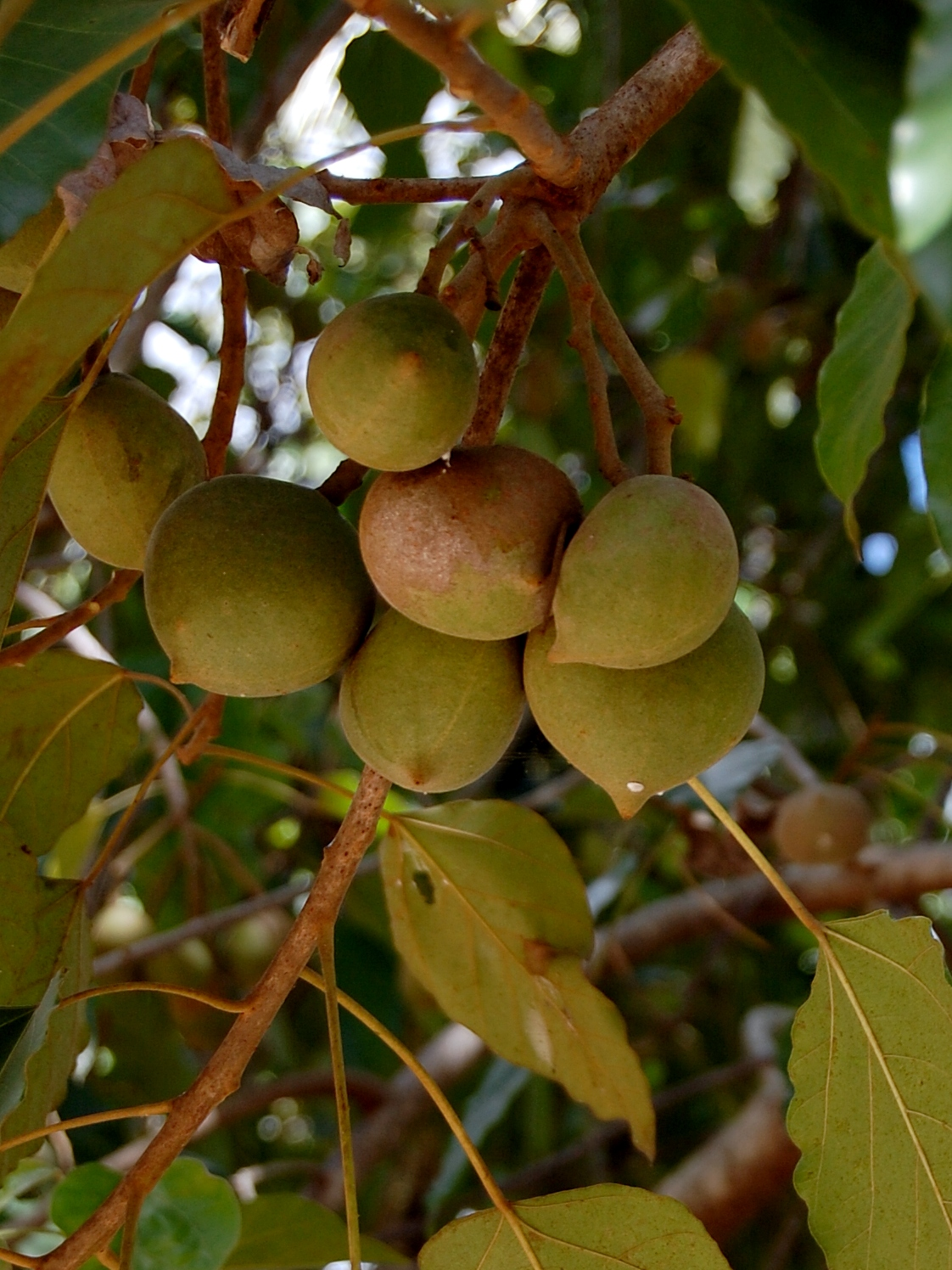
Плоды орехов тунга молуккского и раковины улиток представители вида разбивают о твёрдую поверхность

Живут парами или семьями, но также и стаями до 30 особей. Обитают преимущественно в лесах. Гнездятся в высоких деревьях и обычно откладывают только два яйца в сентябре — ноябре. Вид всеядный и имеет уникальный навык использовать и изготавливать инструменты для извлечения пищи из отверстий и щелей. Новокаледонский ворон питается насекомыми (которых зачастую ловит в полёте) и другими беспозвоночными (например, улитками эндемичного вида Placostylus fibratus, которых птица предварительно сбрасывает с большой высоты на камни или разбивает о твёрдую поверхность, тем самым разбивая твёрдый панцирь), а также яйцами, падалью, семенами и орехами тунга молуккского (Aleurites moluccana). Ключевую роль в питании этих птиц играют личинки жуков-усачей вида Agrianome fairmairei, на добычу которых вороны тратят много сил — даже небольшое их количество способно удовлетворить дневную потребность этих птиц в энергии.
Считается, что новокаледонский вид заполняет экологическую нишу дятловых, как это произошло с эндемиком Галапагосских островов дятловым древесным вьюрком, поскольку в обоих случаях в их местах обитания отсутствуют дятлы. Способ кормления дятлового древесного вьюрка отличается тем, что он выбирает короткие заострённые веточки или иглы кактуса, и, удерживая этот инструмент клювом, медленно извлекает личинку из отверстия в дереве, манипулируя веточкой или колючкой кактуса несколькими способами.

## Угрозы и охрана
Всемирный союз охраны природы относит новокаледонского ворона к видам, вызывающим наименьшие опасения (англ. least concern). Однако вырубки и деградация лесов представляют угрозу для этого вида. Никаких конкретных природоохранных мероприятий не было реализовано, но популяции находятся в охранных районах, таких Rivière Bleue Park. Вид введён на остров Маре (группа островов Луайоте).

## Систематика

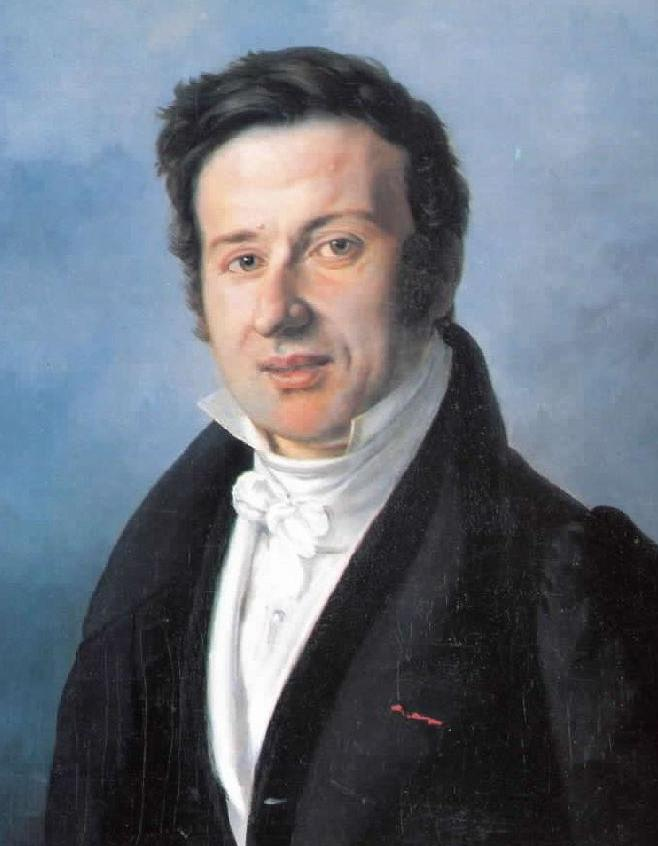
Рене Лессон, впервые описавший вид (портрет кисти Л.-Ш. Арманна)

Вид описан в 1831 году французским натуралистом Рене Примевэром Лессоном (1794—1849), — видимо, на основе образца птицы из коллекции ботаника и путешественника Жака-Жюльена де Лабиллардьера, участника Экспедиции д’Антркасто (1791—1794). Лессон отнёс его к разновидности галки (Corvus monedula ) рода во́роны (Corvus). Видовое название новокаледонского ворона — moneduloides («галковидный», «галкообразный») — происходит от видового названия галки (monedula ), которое со времён Древнего Рима традиционно выводят от moneta «деньги, монета» и edo «я ем». Международный союз орнитологов относит вид к роду воронов (Corvus).
Считается, что вид возник в результате адаптивной радиации врановых из рода Corvus, которая имела место на территории современной Новой Гвинеи в позднем миоцене (около 5 млн лет назад). Анализ митохондриальных и ядерных последовательностей ДНК показывает, что близкой родственной линией является клада, включающая виды белоклювый ворон (Corvus woodfordi) и другого обитателя Соломоновых островов — Corvus meeki. Общий сестринский вид по отношению к этим трём — молуккский ворон (Corvus validus).

## Интеллект

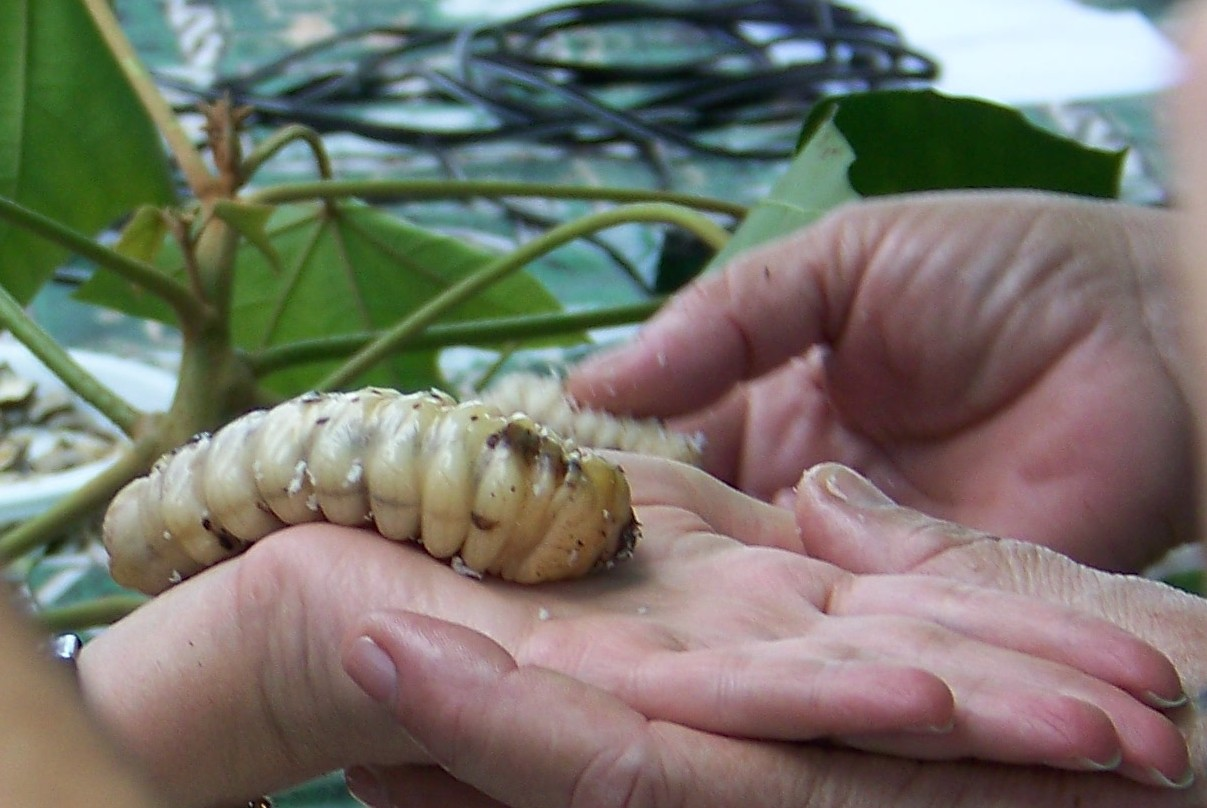
Личинка жука-усача вида Agrianome fairmairei

Новокаледонский ворон — один из немногих известных видов птиц, способный не только к использованию, но и к изготовлению орудий труда, в том числе состоящих из нескольких частей. Причём представители вида делают это не только в неволе, но и в естественных условиях проживания. Из растительных материалов вороны изготавливают крюкообразные или штыкообразные приспособления, с помощью которых достают из-под коры личинок насекомых, богатых белком и высококалорийными липидами. Считается, что всего несколько крупных личинок могут покрыть суточную потребность в калориях для взрослой особи. Для этой цели используются веточки, а также листья пандануса, усаженные по краям многочисленными острыми иглами. Инструменты из листьев бывают трёх видов: широкие, узкие и ступенчатые, из которых последний считается наиболее сложным. Изготовленные орудия ворон может забирать с собой, пользуясь ими в дальнейшем, пока не потеряет или не повредит. Процесс выуживания личинок происходит следующим образом: ворон несколько раз тычет веточкой в личинку, пока та инстинктивно не вцепится в неё своими челюстями, после чего птица медленно вытаскивает добычу из укрытия. Исследователи пришли к выводу, что такой способ охоты требует «высокого уровня сенсомоторного контроля» и «определённой технической сноровки, добиться которой на удивление трудно».
Впервые навыки использования инструментов были описаны ещё в начале 1970-х годов, когда было зафиксировано, что птица извлекает насекомых из-под коры дерева при помощи палочки. Однако в то время этот факт был истолкован как проявление индивидуальной способности особи. Начало научного исследования таких способностей этого вида птиц связывают со статьёй исследователя Гэвина Ханта (англ. Gavin Hunt) из отделения психологии Оклендского университета, который в 1996 году опубликовал статью «Изготовление и использование орудий новокаледонской вороной». В 2002 году птица по кличке Бетти в лабораторных условиях сумела применить для добычи пищи металлическую проволоку, с которой ранее не имела дела и не сталкивалась с такой задачей.
В октябре 2006 года оксфордские учёные доказали, что причина такого поведения кроется в наличии культуры изготовления приспособлений, которая является частично наследованным явлением, а частично — результатом обучения. Опыты были проведены на четырёх птенцах, выращенных в неволе, из которых ни один не видел взрослых птиц. Два птенца выросли вместе, и люди показывали им, как использовать палочки, чтобы ими можно было доставать кусочки пищи из отверстий. Два других птенца находились в одиночестве и никогда не видели, как применять палочки, как это было с первой парой птиц. В ходе наблюдений было установлено, что в примерно двухмесячном возрасте все подопытные птицы смогли применять предлагаемые им палочки для извлечения пищи, что произошло почти одновременно. На тех же четырёх птицах было установлено, что они способны, не имея навыков, изготавливать приспособления из листьев пандануса, как это делают в естественных условиях их дикие сородичи. Такого результата сумела достичь лишь одна из четырёх птиц, причём сделанное им орудие отличались по форме от приспособлений из листьев, создаваемых дикими воронами. На основании этих опытов учёные пришли к выводу, что способности по изготовлению и применению орудий труда у этого вида врождённые, а обучение может лишь дополнять и модифицировать эти врождённые способности.
В 2014 году ворон по кличке 007 решил головоломку из восьми этапов в установленной строгой последовательности. Учёные предложили ему ящики с палочками и камнями — с подобными инструментами ворон уже сталкивался, но не в такой комбинации. В этом опыте, чтобы достать пищу из последнего ящика, ему необходимо было верно осуществить семь операций, причём в определённой последовательности, с чем он справился за две с половиной минуты. Сложность этих операций заключалась в том, что необходимый инструмент должен был применяться не только для прямой добычи пищи, но и для получения другого орудия, которое помогало получить доступ к конечной цели. Учёные расценили такую сноровку как доказательство того, что эти вороны обладают абстрактными представлениями о назначении используемых инструментов и могут задействовать оперативную память. Также, в ходе других опытов, было установлено, что представители вида способны создавать инструменты из небольших частей, в частности, вставляя одну палочку в другую, чтобы увеличить её длину до необходимого размера. В другой серии экспериментов было зафиксировано, что вороны способны успешно пройти «зефирный тест», первоначально разработанный психологами для детей, которым необходимо было выбрать между небольшим, но немедленным удовольствием (например, зефиром) или отложенной, но большей наградой.